# 페터 숄체
페터 숄체(Peter Scholze, 1987년 12월 11일 ~ )는 대수기하학을 연구한 독일의 수학자이다. 2012년부터 본 대학교의 수학 교수가 되었고 2018년부터는 막스 플랑크 수학 연구소의 소장 중 한명으로 재직 중이다.
1987년 드레스덴에서 태어나 베를린에서 자랐으며, 아버지는 물리학자, 어머니는 컴퓨터과학자였다. 베를린의 과학 전문 고등학교를 다녔으며 학생 시절 국제 수학 올림피아드에서 3개의 금메달과 1개의 은메달을 얻었다.
본 대학교에 입학한 숄체는 3학기만에 학사과정을, 2학기만에 석사과정을 완료했다. 이후 2012년 박사 학위를 취득하였으며 이때 퍼펙토이드의 개념을 도입하여 수학계에 큰 반향을 불러일으킨다. 2018년에 필즈상을 수상하였다.